# Tic tac

Logo Tic Tac fino al 2022

tic tac o Tic Tac (ufficialmente scritto con entrambe le iniziali minuscole) è un popolare marchio di caramelle prodotte dalla Ferrero.

## Storia
Le caramelle nascono in Italia nel 1969 come "Refreshing Mint" da un'idea dell'imprenditore Michele Ferrero. L'anno successivo, nel 1970, il nome è cambiato in "tic tac" per via del caratteristico rumore dei confetti nel pacchetto quando viene agitato. Negli anni ottanta viene introdotta la variante all'arancia, seguita nel decennio successivo da altre varianti e le prime limited edition. Negli anni 2000 le mentine incominciano a comparire in vari film.
Al successo del prodotto ha contribuito anche la pratica confezione, caratteristica scatoletta col corpo in plastica trasparente e coperchio bianco con sportellino a ribalta, di cui la Ferrero acquisisce in esclusiva i diritti da un'azienda bresciana leader nello stampaggio dei polimeri. Come il contenuto anche il contenitore entra nell'immaginario collettivo, e in virtù della sua praticità trova sempre una seconda vita, al punto da divenire oggetto sul web di articoli e tutorial sul suo reimpiego.

## Prodotto
I tic tac sono confetti cilindrici con basi semisferiche, composti da zucchero aromatizzato ricoperto da diversi strati di zucchero vanigliato solidificato. Il colore del confetto e della confezione sono indicativi dell'aroma. L'apporto energetico di ogni confetto è di 1,9 calorie.

## Varianti
I tic tac sono presenti in diverse varianti caratterizzate dal diverso colore.

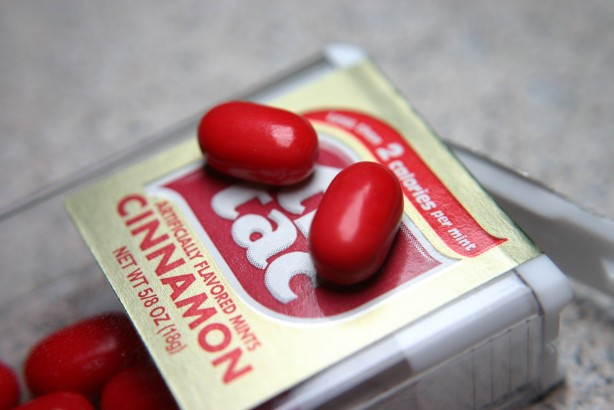
tic tac americane aromatizzate alla cannella.

### Tic tac flavor
- Mint/Fresh Mint/Peppermint (1969): prodotto originale al gusto menta, di colore bianco.
- Orange/Fresh Orange (anni '80): prima variante al gusto arancia, di colore prima bianco, poi arancione.
- Frutti di bosco (anni '80): variante ai frutti di bosco, di colore bianco, confezione trasparente rosa.
- Uva (anni '80-1990): variante all'uva, ritirata dal mercato per sospetto di cancerogenicità del colorante usato.
- Strawberry mix (2013): fragola vanigliata in rosa chiaro e fragola mentolata in rosa scuro.
- Spearmint mix: menta delicata in bianco e menta intensa in verde acqua.

### Breeze
In queste varianti i confetti contengono erbe cristallizzate ovvero micro cristalli di xilitolo contenenti l’estratto in polvere di una miscela di 16 erbe balsamiche.
- Eucalipto (2015): gusto eucalipto, la confezione è di colore azzurro.
- Liquirizia (2015): gusto liquirizia, la confezione è di colore nero.
- Anice (2015): gusto anice, la confezione è di colore bianco.
- Erbe Alpine (2015): gusto erbe alpine, la confezione è di colore verde.
- Apple Pleasure: gusto mela verde, la confezione è di colore verde chiaro.
- Fun Grapefruit: gusto Pompelmo, la confezione è di colore rosso-fucsia.
- Black Cassis: gusto ribes nero, la confezione è di colore blu-viola.
- Cool Melon: gusto melone, la confezione è di colore arancione.
- Tropical Coco: gusto cocco, la confezione è di colore bianco.

### Mixers
- Cherry Coke (2014): gusto ciliegia e cola, colore amaranto
- Peach Lemonade (2014): gusto pesca e limonata, colore giallo scuro
- Melon Mojito (2014-2015): gusto melone e mojito, colore arancione chiaro
- Coconut Piña Colada (2016): gusto piña colada, colore bianco.

### Limited Edition
- Minions (2015): gusto banana, colore giallo con disegnati i tratti dei Minions. Sulla confezione compaiono i tre protagonisti.
- Tic colore (2016): gusto mela verde (verde), arancia (bianco) e ciliegia (rosso), in occasione degli europei di calcio Francia 2016.
- Coca~Cola (2019): gusto CocaCola.

### Simpson
- Bart (2016): gusto bubblegum, colore giallo con disegnati i tratti di Bart Simpson. Sulla confezione compaiono mezzo volto del protagonista e delle bolle di gomma rosa.
- Homer (2016): gusto ciambella, colore giallo con disegnati i tratti di Homer Simpson. Sulla confezione compaiono mezzo volto del protagonista e delle ciambelle.
- Marge (2016): gusto blueberry, colore giallo con disegnati i tratti di Marge Simpson. Sulla confezione compaiono mezzo volto della protagonista e dei mirtilli.
- Buzz Cola (2016): gusto cola, colore giallo con disegnati i tratti di Bart, Homer e Marge Simpson. Sulla confezione compaiono i tre personaggi e una lattina di Buzz Cola.

## Distribuzione
Le caramelline tic tac sono diventate popolarissime in tutto il mondo, e commercializzate in più di 100 paesi. Vengono normalmente vendute nelle ormai notissime piccole confezioni di plastica trasparente (in alcuni casi colorato, come per esempio la confezione della variante all'arancia che è colore arancio trasparente), e coperchio bianco sull'alto, costituito da una cornice e uno sportellino stampati in blocco unico con la cerniera millepieghe. Sono disponibili tre formati da 200 confetti (98 g), 85 confetti (49 g) e 37 confetti (18 g).

## Promozione
In Europa e Australia le campagne pubblicitarie dei tic tac puntano molto sul sottolineare come ogni singola caramella contenga soltanto due calorie.
Testimonial in Italia fu, per molti anni, la presentatrice di origine svizzera Michelle Hunziker, mentre negli Stati Uniti è la modella canadese Kate Kelton.

## Nella cultura di massa
Nel film del 1990 Mamma, ho perso l'aereo, si vede chiaramente una scatolina di tic tac in mano a Babbo Natale, che ne dona tre al bambino protagonista. Nel film Shrek del 2001, Ciuchino apostrofa Shrek per il suo alito cattivo, dicendogli che gli serve una scatola di mentine: nella versione originale in lingua inglese, Ciuchino parla esplicitamente di tic tac. Nel film del 2007 Juno, uno dei protagonisti, Michael Cera, è un grande amante dei tic tac all'arancia. Il marchio è citato anche in Rango di Gore Verbinski del 2011. Appaiono inoltre nell'episodio 15 dell'ottava stagione del Dr. House, il medico usa i tic tac verdi per mascherare una finta alitosi e nell'episodio 10 della sesta stagione di Big Bang Theory dove Sheldon dice ad Amy che è una medicina e nella puntata numero 10 della terza stagione di Chuck, la caramella viene citata anche nello stesso titolo.
nel film trappola di cristallo, appare mentre il poliziotto compra i krapfen 
Nel 2011, per ricordare i 150 anni dell'unità d'Italia, la Ferrero ha prodotto una linea dei confetti tic tac in edizione limitata dei colori della bandiera italiana: i gusti sono lime (verde), arancia (bianco) e ciliegia (rosso). Nel 2015, sempre in edizione limitata, in concomitanza con l'uscita del film Minions, la Ferrero ha prodotto una linea dei confetti tic tac di colore giallo al gusto di banana. Curiosa la letteratura web nata sul riutilizzo della pratica scatoletta del tic tac. Nel terzo episodio della quinta stagione della serie televisiva Prison Break Lincoln Burrows usa un pacchetto di tic tac per "corrompere" un bambino yemenita e ottenere informazioni sul fratello.
Kevin Day, sottufficiale capo della Marina degli Stati Uniti, un operatore radar dell’incrociatore USS Princeton di scorta alla portaerei USS Nimitz,  Domenica 17 giugno 2018, ha raccontato esperienze di rilevamento degli UFO chiamati dal Pentagono "UFO - tic tac", proprio per la somiglianza per forma e colore (bianco) ai famosi confetti.
Dal 1999 al 2001, il marchio tic tac fu presente anche in Formula 1, grazie alla sponsorizzazione da parte della Scuderia Ferrari.
Nel 2024, durante una conferenza stampa, Donald Trump ha portato due confezioni di tic tac per spiegare l'inflazione americana.